# Гангельт
Гангельт (нім. Gangelt) — громада в Німеччині, знаходиться в землі Північний Рейн-Вестфалія. Підпорядковується адміністративному округу Кельн. Входить до складу району Гайнсберг.
Площа — 48,73 км2. Населення становить 12 733 ос. (станом на 31 грудня 2020).